# Moholt

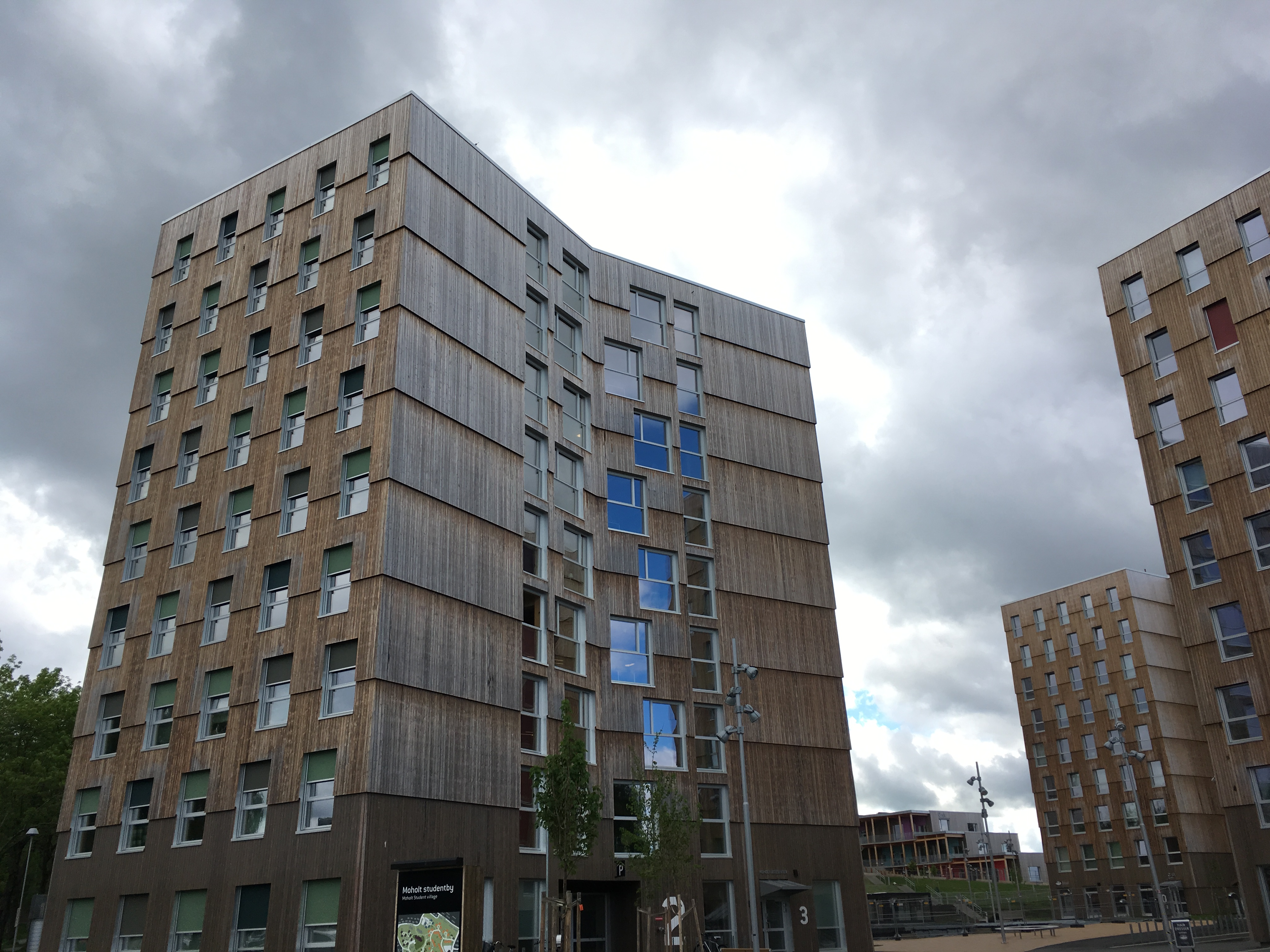
Exemple de logements étudiants à Moholt

Moholt est un quartier de la ville de Trondheim dans le comté de Trøndelag, en Norvège.
Il se situe au sud de Tyholt et au nord de Loholt. Ce quartier est majoritairement résidentiel et offre de nombreux logements étudiants, qui forment le plus grand « village étudiant » de la ville.
L'organisation SIT est responsable de ces logements étudiants et gère aussi un lieu de garde collectif destiné aux étudiants et personnels de l'Université norvégienne de sciences et de technologie (NTNU). Une annexe de l'université se trouve sur place. Moholt dispose également de supermarchés et entreprises, principalement en raison de sa proximité avec l'autoroute européenne E06.